# Bailey Howell
Bailey E. Howell (Middleton, 20 gennaio 1937) è un ex cestista statunitense, professionista nella NBA.

## Carriera
Venne selezionato dai Detroit Pistons al primo giro del Draft NBA 1959 (2ª scelta assoluta).

## Statistiche

### NBA

#### Regular Season
| Anno       | Squadra            | PG  | PT | MP   | TC%  | 3P% | TL%  | RP   | AP  | PRP | SP | PP   |
| ---------- | ------------------ | --- | -- | ---- | ---- | --- | ---- | ---- | --- | --- | -- | ---- |
| 1959-1960  | Detroit Pistons    | 75  | -  | 31,3 | 45,6 | -   | 73,9 | 10,5 | 0,8 | -   | -  | 17,8 |
| 1960-1961  | Detroit Pistons    | 77  | -  | 38,3 | 46,9 | -   | 75,3 | 14,4 | 2,5 | -   | -  | 23,6 |
| 1961-1962  | Detroit Pistons    | 79  | -  | 36,2 | 46,4 | -   | 76,8 | 12,6 | 2,4 | -   | -  | 19,9 |
| 1962-1963  | Detroit Pistons    | 79  | -  | 37,6 | 51,6 | -   | 79,8 | 11,5 | 2,9 | -   | -  | 22,7 |
| 1963-1964  | Detroit Pistons    | 77  | -  | 35,1 | 47,2 | -   | 80,9 | 10,1 | 2,7 | -   | -  | 21,6 |
| 1964-1965  | Baltimore Bullets  | 80  | -  | 37,2 | 49,5 | -   | 80,1 | 10,9 | 2,6 | -   | -  | 19,2 |
| 1965-1966  | Baltimore Bullets  | 78  | -  | 29,8 | 48,8 | -   | 73,0 | 9,9  | 2,0 | -   | -  | 17,5 |
| 1966-1967  | Boston Celtics     | 81  | -  | 30,9 | 51,2 | -   | 74,1 | 8,4  | 1,3 | -   | -  | 20,0 |
| 1967-1968† | Boston Celtics     | 82  | -  | 34,2 | 48,1 | -   | 72,7 | 9,8  | 1,6 | -   | -  | 19,8 |
| 1968-1969† | Boston Celtics     | 78  | -  | 32,4 | 48,7 | -   | 73,5 | 8,8  | 1,8 | -   | -  | 19,7 |
| 1969-1970  | Boston Celtics     | 82  | -  | 25,3 | 42,9 | -   | 76,3 | 6,7  | 1,5 | -   | -  | 12,6 |
| 1970-1971  | Philadelphia 76ers | 82  | 6  | 19,4 | 47,2 | -   | 73,0 | 5,4  | 1,4 | -   | -  | 10,7 |
| Carriera   | Carriera           | 950 | 6  | 32,2 | 48,0 | -   | 76,2 | 9,9  | 2,0 | -   | -  | 18,7 |

#### Playoffs
| Anno     | Squadra            | PG | PT | MP   | TC%  | 3P% | TL%  | RP   | AP  | PRP | SP | PP   |
| -------- | ------------------ | -- | -- | ---- | ---- | --- | ---- | ---- | --- | --- | -- | ---- |
| 1960     | Detroit Pistons    | 2  | -  | 36,0 | 34,1 | -   | 75,0 | 8,5  | 1,5 | -   | -  | 17,0 |
| 1961     | Detroit Pistons    | 5  | -  | 30,8 | 35,1 | -   | 69,6 | 9,2  | 4,4 | -   | -  | 11,2 |
| 1962     | Detroit Pistons    | 10 | -  | 37,8 | 42,3 | -   | 82,7 | 9,6  | 2,3 | -   | -  | 20,0 |
| 1963     | Detroit Pistons    | 4  | -  | 40,8 | 37,5 | -   | 85,2 | 10,5 | 2,8 | -   | -  | 17,8 |
| 1965     | Baltimore Bullets  | 9  | -  | 38,9 | 51,5 | -   | 75,7 | 11,7 | 2,1 | -   | -  | 20,8 |
| 1966     | Baltimore Bullets  | 3  | -  | 31,3 | 46,0 | -   | 72,7 | 10,0 | 0,7 | -   | -  | 18,0 |
| 1967     | Boston Celtics     | 9  | -  | 26,8 | 48,4 | -   | 66,7 | 7,3  | 0,6 | -   | -  | 15,3 |
| 1968†    | Boston Celtics     | 19 | -  | 31,4 | 51,1 | -   | 69,2 | 7,7  | 1,2 | -   | -  | 18,1 |
| 1969†    | Boston Celtics     | 18 | -  | 30,6 | 48,9 | -   | 71,9 | 6,6  | 1,1 | -   | -  | 15,0 |
| 1971     | Philadelphia 76ers | 7  | -  | 17,4 | 42,2 | -   | 50,0 | 4,4  | 0,6 | -   | -  | 6,7  |
| Carriera | Carriera           | 86 | -  | 31,7 | 46,5 | -   | 73,2 | 8,1  | 1,5 | -   | -  | 16,3 |

## Palmarès
- NCAA AP All-America First Team (1959)
- NCAA AP All-America Second Team (1958)
- Campionato NBA: 2

Boston Celtics: 1968, 1969
- All-NBA Second Team (1963)
- 6 volte NBA All-Star (1961, 1962, 1963, 1964, 1966, 1967)
- Cinquantatreesimo miglior rimbalzista di sempre NBA